# Grythyttan
Grythyttan is een plaats in de gemeente Hällefors in het landschap Västmanland en de provincie Örebro län in Zweden. De plaats heeft 916 inwoners (2005) en een oppervlakte van 149 hectare.
De plaats ligt tussen de meren Torrvarpen en Sör-Älgen.

## Verkeer en vervoer
Bij de plaats lopen de Länsväg 205 en Länsväg 244.

## Trivia
In 1988 publiceerde de Nederlandse paleontoloog Bert Boekschoten samen met twee collega's de ontdekking, in de buurt van Grythyttan, van stromatolietstructuren die de oudste sporen vormen van leven gevonden in Europa. 

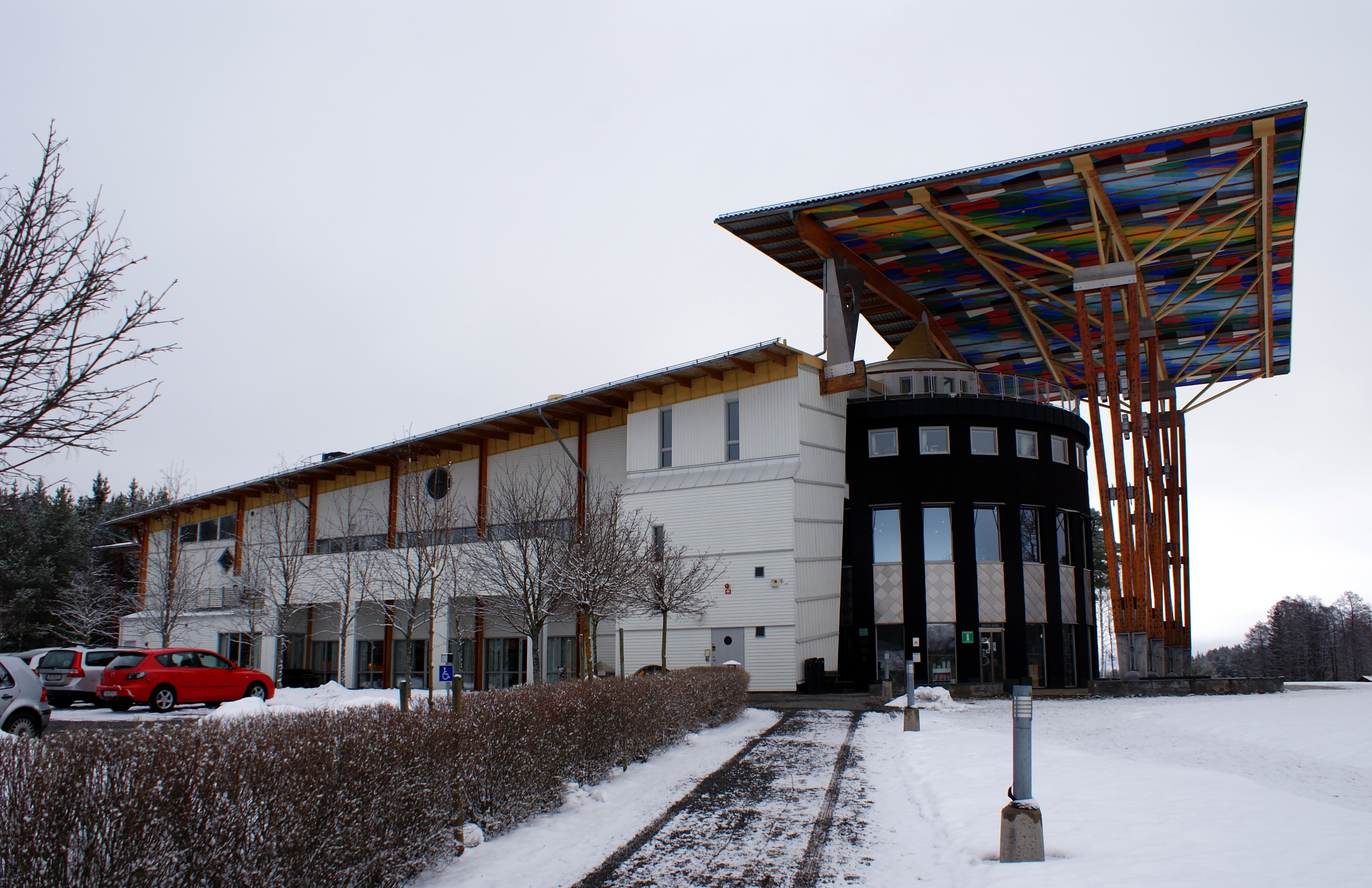
Måltidens hus